# Кубота-хан
39°43′25″ пн. ш. 140°07′23″ сх. д. / 39.7235° пн. ш. 140.123° сх. д.
Кубота-хан (яп. 久保田藩, くぼたはん) — хан періоду Едо у повіті Акіта провінції Дева (сучасна префектура Акіта). Відомий також як Акіта-хан (яп. 秋田藩, あきたはん).

## Короткі відомості
Володар хану — рід Сатаке, статус якого відповідав тодзама даймьо. Головна резиденція знаходилась у замку Кубота, сучасному місті Акіта префектури Акіта. У 17 — 18 століттях офіційний дохід хану дорівнював 200 000 коку, а реальний — 400 000 коку. У середині 19 століття реальний дохід зріс до 800 000 коку. 
Хан було засновано у 1601 році шляхом переселення сьоґунатом роду Сатаке, володаря земель доходом у 540 000 коку в провінції Хітаті, до міста Кубота  замість місцевих родів Акіта та Кодера. Це переселення було результатом земельного перерозподілу після битви при Секіґахара. Хан проіснував до впровадження в Японії адміністративних реформ 1871 року, коли усі хани були замінені префектурами. 
Основи управління укріплювалися декількаразовим складанням земельних кадастрів. Формою наділів у хані до середини 19 століття були регіональні наділи (地方知行). Економіка трималася на експлуатації срібних рудників Іннай та регулюванні лісовидубувної і лісообробної промисловості. 
У часи реставрації Мейдзі хан пристав на бік імператорських військ і протистояв союзу ханів провінцій Муцу і Дева.